# Sādri
Den här artikeln handlar om en ort i Indien. För andra betydelser, se Sadri.
Sādri är en ort i Indien.   Den ligger i distriktet Pāli och delstaten Rajasthan, i den nordvästra delen av landet, 500 km sydväst om huvudstaden New Delhi. Sādri ligger 360 meter över havet och antalet invånare är 25 632.
Terrängen runt Sādri är platt åt nordväst, men åt sydost är den kuperad. Runt Sādri är det ganska tätbefolkat, med 108 invånare per kvadratkilometer. Sādri är det största samhället i trakten. Trakten runt Sādri består till största delen av jordbruksmark.